# Roodvleugelhoningzuiger
De roodvleugelhoningzuiger (Cinnyris rufipennis; synoniem: Nectarinia rufipennis) is een zangvogel uit de familie Nectariniidae (honingzuigers).

## Verspreiding en leefgebied
Deze soort is endemisch in oostelijk Tanzania.